# 莫妮卡·阿博特
莫妮卡·塞西莉亞·阿博特（英語：Monica Cecilia Abbott，1985年7月28日—）是一名出生於美國加利福尼亞州的壘球選手，司職投手，目前效力於日本壘球聯盟豐田汽車。她曾隨隊參加2008年夏季奧林匹克運動會壘球比賽和2020年夏季奧林匹克運動會壘球比賽，結果獲得銀牌。

## 外部連結
- 官方网站
- 莫妮卡·阿博特的Facebook專頁
- 莫妮卡·阿博特的X（前Twitter）
- 莫妮卡·阿博特的Instagram帳戶